# Alexander Duff (1777-1851)
Pour les articles homonymes, voir Alexander Duff.
Alexander Duff (1777 - 21 mars 1851) est un officier de l'armée britannique de l'époque napoléonienne.

## Biographie

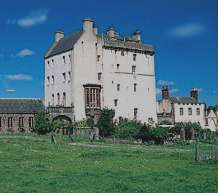
Château de Delgatie

Il est le deuxième fils d'Alexander Duff, 3e comte Fife et le frère cadet de James Duff (4e comte Fife). En 1793, il reçoit un brevet d'enseigne dans le 66e Régiment d'infanterie et sert à Gibraltar, en Flandre, dans les Indes orientales en 1798, et sous Baird lors de l'invasion de l'Égypte. En 1806, Duff commande la colonne centrale lors de l'attaque de Buenos Aires.
Il est nommé colonel du 92e régiment de fantassins en 1823, transféré au 37e régiment de fantassins en 1831. Il est fait GCH et chevalier en 1834, et est promu général de division le 28 juin 1838.
Il est élu député d'Elgin Burghs, siégeant de 1826 à 1831 . De 1848 jusqu'à sa mort, il est lord lieutenant d'Elginshire et lieutenant adjoint du Banffshire. Il vivait au château de Delgatie près de Turriff, Aberdeenshire.
Il est décédé à Percy Cross, Walham Green, Fulham, Middlesex en mars 1851. Il épouse Anne Stein, avec qui il a deux fils et deux filles, dont James Duff (5e comte Fife) et George Skene Duff.
Il est initié à la franc-maçonnerie écossaise à Lodge Holyrood House (St Luke's), n ° 44, le 30 novembre 1812 .